# Saint-Vigor-le-Grand

Saint-Vigor-le-Grand este o comună în departamentul Calvados, Franța. În 1 ianuarie 2022 avea o populație de 2.533 de locuitori.